# Alwernia (gmina)
Alwernia est une gmina mixte du powiat de Chrzanów, Petite-Pologne, dans le sud de Pologne. Son siège est la ville d'Alwernia, qui se situe environ 12 km au sud-est de Chrzanów et 31 km à l'ouest de la capitale régionale Cracovie.
La gmina couvre une superficie de 75,27 km2 pour une population de 12 490 habitants (2020).

## Géographie
Outre la ville de Alwernia, la gmina inclut les villages de Brodła, Grojec, Kwaczała, Mirów, Nieporaz, Okleśna, Podłęże, Poręba Żegoty, Regulice et Źródła.
La gmina borde les gminy de Babice, Chrzanów, Czernichów, Krzeszowice, Spytkowice, Trzebinia et Zator.